# Vainyagupta
Vainyagupta (em sânscrito:  वैन्यगुप्त) foi um imperador do Império Gupta, dinastia que se estendeu num período de tempo entre o ano de 240 e o ano 550. 
É dos governantes desta dinastia que menos se sabe a respeito, a não ser por conta de uma inscrição num fragmento de argila encontrada em Nalanda e outra em placa de cobre datada do ano 188 da era gupta (ano 507) e que o estudioso Ramesh Chandra Majumdar considera ter sido filho de Purugupta; na argila é mencionado como Maharajadhiraja e paramabhagavata (adorador fiel de Vishnu) e no cobre diz ser Marajá e Bhagavan Mahadeva padanudhyato (devoto de Xiva).